# ظهور دوم

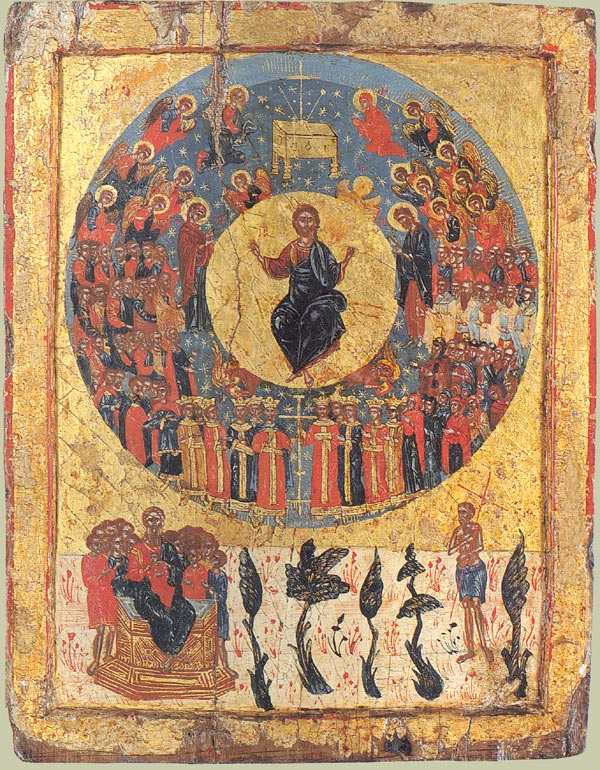
شمایل مسیح در ظهور دوم، ۱۷۰۰ م

ظهور دوم یا پاروسیا در مسیحیت به پیش‌بینی ظهور دوباره عیسی برای بازگرداندن و گسترش صلح و درستی بر روی زمین است. این باور یا اعتقاد بر پایه مبحث نبوت در انجیل‌های شرعی است و بخشی‌از فرجام‌شناسی یا معادشناسی مسیحی است. پدیده ظهور در پیشبینی‌های دارای اعتقاد به منجی مربوط به کتاب مقدس عنوان شده‌است هرچند نظر در مورد شیوه و ماهیت فرا آمدن دوم عیسی در میان فرقه‌های مسیحی و در میان مسیحیان فردگرا متفاوت است اما در بین فرقه‌هایی همچون کلیسای مسیح قدیسان آخرالزمان و بنا بر نوشته انجیل یوحنا جزو باورهای اصلی بشمار می‌رود.
به غیر از پاروسیا از ظهور دوم باعنوان اِپیفانی هم یاد شده‌است.

## لغت‌شناسی
همچنین رجوع کنید به: Theophany و Christophany
چندین اصطلاحات مختلف برای اشاره به آمدن دوم مسیح استفاده می‌شود:
انگلیسی (second coming) در عهد جدید، کلمه یونانی ἐπιφάνεια (epiphaneia)، ظاهر شدن) پنج بار برای اشاره به بازگشت مسیح به کار رفته‌است.درعهد جدید یونانی بیست و چهار بار از واژه یونانی(parousia (παρουσία، به معنای «رسیدن»، «آمدن»، یا «حضور») استفاده شده که هفده مورد آن در مورد مسیح است. با این حال، parousia اشاره به یک دوره زمانی می‌کند تا یک زمان مشخص. در متی ۲۴:۳۷ از parousia برای توصیف مدت زمانی که نوح زندگی می‌کرد استفاده می‌شود. واژه یونانی eleusis به معنای «آمدن» با parousia قابل تعویض نیست؛ بنابراین این پاروسیا یا «حضور» منحصر به فرد و متمایز از هر چیزی است که قبلاً رخ داده‌است.این کلمه همچنین شش بار برای اشاره به افراد به کار می‌رود استفاناس، فورتوناتوس و آخائیکوس، تیتوس و پولس رسول و یک بار به «آمدن مرد خطاکر»اشاره می‌کند. گوستاو آدولف دیسمن (1908) نشان داد که کلمه یونانی parousia در اوایل قرن ۳ قبل از میلاد برای توصیف دیدار یک پادشاه یا مقام بلندپایه از یک شهر - دیداری که به منظور نشان دادن شکوه و عظمت بازدید کننده به مردم ترتیب داده شده بود، به کار می‌رفت. در اسلام، برای آمدن دوم مردگان از اصطلاح رجعت (به عربی: الرجعة) استفاده می‌شود. این اصطلاح بیشتر مورد استفاده مسلمانان شیعه است. ولی در مورد عیسی چون به عقیده مسلمانان او نمرده‌است از واژه‌های دیگر چون ظاهر شدن استفاده می‌شود.

## پیش‌بینی‌ها برای تاریخ خاص
مقاله اصلی: Predictions and claims for the Second Coming of Christ و Christian eschatology
دیدگاه‌ها در مورد ماهیت ظهور دوم در میان فرقه‌ها و افراد مسیحی متفاوت است. بسیاری تاریخ‌های خاصی را برای ظهور دوم پیش‌بینی کرده‌اند، برخی در گذشته‌های دور و برخی دیگر هنوز در آینده هستند.
یشتر نسخه‌های انگلیسی اعتقادنامه نیقیه شامل عبارات زیر است:
او به آسمان عروج کرد و در دست راست پدر نشسته‌است. او دوباره در جلال خود خواهد آمد تا زندگان و مردگان را داوری کند و پادشاهی او پایانی نخواهد داشت. … ما منتظر رجعت مردگان، و زندگانی جهان آینده هستیم.
یک نظرسنجی در سال ۲۰۱۰ نشان داد که حدود ۴۰٪ از آمریکایی‌ها معتقدند که عیسی احتمالاً تا سال ۲۰۵۰ بازخواهد گشت. این میزان در مسیحیان انجیلی سفیدپوست ۵۸٪، کاتولیک‌ها ۳۲٪ و پروتستان‌های سفیدپوست تا ۲۷٪ متفاوت است. اعتقاد به آمدن دوباره در اواخر قرن نوزدهم در ایالات متحده توسط دوایت ال. مودی مبشر رایج شد و تفسیر ظهور پیش از هزاره به یکی از اجزای اصلی بنیادگرایی مسیحی در دهه ۱۹۲۰ تبدیل شد.

## مسیحیان اولیه
همچنین نگاه کنید به: Olivet Discourse § Imminence
ویل دورانت در کتاب تاریخ تمدن می‌گوید.
راجع به تاریخ رجعت او مسیحیان با هم اختلاف داشتند. وقتی نرون مرد و تیتوس هیکل را ویران ساخت و باز موقعی که هادریانوس اورشلیم را خراب کرد بسیاری از مسیحیان از این مصیبت‌ها همچون علائم رجعت مسیح استقبال کردند. هنگامی که در پایان قرن دوم آشفتگی امپراتوری را تهدید می‌کرد، ترتولیانوس و دیگران پایان جهان را قریب‌الوقوع پنداشتند. یک اسقف سوری اغنام الله خود را به بیابان برد تا در نیمه راه به مسیح بربخورند. سپس مسیحیان در صدد برآمدند که با تفسیر تازه ای از تاریخ رجعت او یاس مردم را تسکین دهند. در نامه ای به برناباس آمده‌است مسیح هزار سال دیگر خواهد آمد. و اشخاصی می‌گفتند، مسیح وقتی خواهد آمد که نسل یا نژاد یهودیان به‌کلی از میان رفته باشد، یا هنگامی که بشارت برای همه مشرکان موعظه شده باشد: یا، به طوری که در انجیل یوحنا مسطور است، مسیح روح القدس یا فارقلیط را به‌جای خویش خواهد فرستاد... در حدود سال ۱۵۶مونتانوس دنیاپرستی روزافزون مسیحیان و خودکامگی اسقفها را در کلیسا تقبیح کرد… خود مونتانوس با حالت خلسه چنان شیوا غیبگویی می‌کرد که شاگردان او به عنوان فارقلیط موعود مسیح درود فرستادند. وی مژده می‌داد که ملکوت آسمان نزدیک است و اورشلیم جدید مذکور در کتاب مکاشفه بزودی از آسمان در دشتی نزدیک فرود می‌آید.

## Preterism
نوشتار اصلی: Preterism
آنچه که ظهور دوم را با وقایع قرن اول مرتبط می‌کند، مانند ویرانی اورشلیم و معبد یهودیان در سال ۷۰ پس از میلاد، به عنوان Preterism شناخته می‌شود. برخی از پیشتریست‌ها این «آمدن پسر انسان در جلال» را در درجه اول در مرگ عیسی بر روی صلیب انجام شده می‌دانند. آنها بر این باورند که نشانه‌های آخرالزمانی در گذشته تحقق یافته‌است از جمله «خورشید تاریک خواهد شد». «قوا… متزلزل خواهند شد» و «آنگاه خواهند دید». با این حال، برخی از منتقدان خاطرنشان می‌کنند که بسیاری نیز هنوز محقق نشده‌اند، مانند «اما روز خداوند مانند دزدی در شب خواهد آمد، که در آن آسمان‌ها با سر و صدایی عظیم از بین خواهند رفت، و عناصر در گرمای شدید ذوب می‌شوند. زمین و آثاری که در آن است سوخته خواهد شد.». و «آنگاه علامت پسر انسان در آسمان ظاهر خواهد شد و آنگاه تمام اقوام زمین ماتم خواهند کرد و پسر انسان را خواهند دید که با قدرت و جلال عظیم بر ابرهای آسمان می‌آید.»

## کاتولیک
بر اساس نظر کلیسای کاتولیک، ظهور دوم، کمال سلطنت خداوند و به کمال رسیدن جهان، بشریت و رستگاری را به همراه خواهد داشت.کلیسای کاتولیک معتقد است سه چیز وجود دارد که بازگشت عیسی را تسریع می‌کند: قدرت دگرگون‌کننده روح‌القدس در مراسم عبادت؛ زندگی با ذهن عیسی؛ و دعا برای آمدن خداوند، بالاتر از همه در مراسم عشای ربانی. بسیاری از فرقه‌های مسیحی این دومین آمدن مسیح را داوری نهایی و ابدی خدای مردم برای تمام ملت‌ها می‌دانندکه منجر به تجلیل برخی و مجازات برخی دیگر می‌شود. این مفهوم در تمام اناجیل متعارف، به ویژه انجیل متی، وجود دارد. در این داوری آخر در زمان آمدن دوم مسیح این سؤال مطرح است که آیا اعمال جسمانی و معنوی موسوم به اعمال رحمت در طول زندگی انجام شده‌است یا خیر؟ - اعمال رحمت شامل تعدادی از اعمال عبادی و کارهای خیر می‌شود- بنابراین، و با توجه به منابع کتاب مقدس، پیوند آخرین داوری و اعمال رحمت در سنت تصویری هنر مسیحی بسیار متداول است.

## ارتدکس شرقی
دیدگاه سنتی مسیحیان ارتدکس که از کلیسای اولیه حفظ شده‌است، این است که آمدن دوباره یک حادثه ناگهانی و غیرقابل انکار مانند «درخشش برق» خواهد بود. آنها بر این دیدگاه کلی باور دارند که عیسی وقت خود را صرف تبلیغ نخواهد کرد، بلکه برای قضاوت بشر بیاید. آنها تعلیم می‌دهند که مأموریت دجال درست قبل از آمدن دوباره انجام خواهد شد.

## لوترانیسم و انگلیکانیسم
ارجاع به آمدن دوم که در اعتقادنامه نیقیه و اعتقادنامه رسولان موجود است، در مناجات لوتری و انگلیکن خوانده می‌شود: "او [عیسی] دوباره با جلال خواهد آمد تا زندگان و مردگان را داوری کند؛ و پادشاهی او هیچ پایان نخواهد داشت. کلیساهای لوتری و انگلیکن راز ایمان را در عبادات خود اینچنین اعلام می‌کنند: «مسیح درگذشت، مسیح برخاست، مسیح دوباره خواهد آمد.»

## کلیسای متدیست
کلیساهای متدیست تعلیم می‌دهند که آمدن دوباره با آخرین داوری مرتبط است. انجمن امانوئل، که یک فرقه متدیست است می‌گویند:
ما معتقدیم که آمدن دوم خداوند ما به صورت شخصی و پیش از هزاره و نزدیک است. ما باید بین جذبه روحانی (آمدن او از آسمان برای پذیرفتن قدیسانش) - که ممکن است در هر زمانی رخ دهد – وآنچه در کتاب مکاشفه آمده – (پایین آمدن او به زمین با قدیسانش) تمایز قائل شویم، که دومی تا قبل از گردآمدن اسرائیل، ظهور دجال، و سایر رویدادهای پیشبینی شده رخ نخواهد داد. -اصول ایمان، انجمن کلیساهای امانوئل

## جنبش روز آخر
مقاله اصلی: دومین آمدن در مورمونیسم Second Coming in Mormonism
نوشته‌های استاندارد کلیسای عیسی مسیح قدیسین روزهای آخر (کلیسای LDS) می‌گوید همان‌طور که در کتاب مقدس بیان شده‌است مسیح باز خواهد گشت، آنها همچنین می‌گویند. هنگامی که ناجی دوباره بیاید، او با قدرت و جلال خواهد آمد تا زمین را به عنوان پادشاهی خود تصرف کند. آمدن دوم او آغاز هزاره را رقم خواهد زد. قیام دوباره او برای ستمکاران زمان ترسناک و اندوهناکی خواهد بود، اما برای نیکان روز آرامش است.
کلیسای LDS و رهبران آن در مورد تاریخ واقعی ظهوردوم پیش‌بینی نمی‌کنند.
قدیسان آخرالزمان تفسیرهای معین و مشخصی از آنچه در کتاب مکاشفه بیان شده‌است، دارند. طبق تعالیم کلیسای LDS، انجیل بازسازی شده در تمام نقاط جهان قبل از آمدن دوم تعلیم داده خواهد شد. اعضای کلیسا معتقدند که جنگ‌های شدید، زلزله‌ها، طوفان‌ها، و سایر بلایای طبیعی و مصنوعی قبل از ظهور دوباره به‌طور فزاینده‌ای رخ خواهد داد.

## ادونتیست‌های روز هفتم
مقاله اصلی: آخرت‌شناسی ادونتیست روز هفتم - Seventh-day Adventist eschatology
باور بنیادی شماره ۲۵: کلیسای ادونتیست‌های روز هفتم
آمدن دوم مسیح امید مبارک کلیسا، اوج بزرگ انجیل است. آمدن منجی واقعی، شخصی، قابل مشاهده و در سراسر جهان خواهد بود. هنگامی که او بازگردد، مردگان عادل زنده می‌شوند و همراه با زنده‌های صالح جلال داده می‌شوند و به بهشت برده می‌شوند، اما ظالمان می‌میرند. تحقق تقریباً کامل بسیاری از پیشگویی‌ها، و با توجه به وضعیت کنونی جهان، نشان می‌دهد که آمدن مسیح نزدیک است. زمان آن واقعه معلوم نیست، و بنابراین به ما توصیه می‌شود که همیشه آماده باشیم. تیتوس ۲: ۱۳، عبرانیان ۹: ۲۸، یوحنا ۱۴: ۱–۳، اعمال ۱: ۹–۱۱، متی ۲۴: ۱۴، مکاشفه ۱: ۷، متی ۲۴: ۴۳٬۴۴، اول تسالونیا ۴: ۱۳–۱۸، اول کورنتیان ۱۵: ۵۱–۵۴، ۲تسالونیان ۱: ۷–۱۰، مکاشفات ۱۴: ۱۴–۲۰، مکاشفات۱۹: ۱۱–۲۱، متی ۲۴، مرقس ۱۳، لوقا ۲۱، ۲تیموتی ۳: ۱–۵، ۱تسالونیا ۵: ۱–۶

## شاهدان یهوه
شاهدان یهوه به ندرت از اصطلاح «آمدن دوم» استفاده می‌کنند، و ترجیح می‌دهند parousia را به «حضور» ترجمه کنند. آنها می‌گویند با مقایسه عیسی در عبارت «حضور پسر انسان» با «ایام نوح» در متی ۲۴:۳۷–۳۹ و لوقا ۱۷:۲۶–۳۰ به جای یک لحظه، به دوران ظهور معتقد هستند. همچنین می‌گویند که گاهشماری کتاب مقدس به سال ۱۹۱۴[۴۲] به آغاز «حضور» مسیح اشاره می‌کند که تا نبرد نهایی آرماگدون ادامه دارد. دیگر عبارات کتاب مقدس را که آنها به این دوره مرتبط می‌کنند عبارتند از: «زمان پایان» (دانیال ۱۲:۴)، «پایان نظام اشیا» (متی ۱۳:۴۰٬۴۹؛ ۲۴:۳) و «آخرین ایام». (دوم تیموتائوس ۳:۱؛ دوم پطرس 3:3). شاهدان یهوه معتقدند که سلطنت هزار ساله مسیح پس از آرماگدون آغاز می‌شود.

## امانوئل سوئدنبرگ و کلیسای جدید
مارگریت بک بلاک مورخ که ار پیروان امانوئل سوئدنبورگ است می‌نویسد:
. . . این آمدن دوم خداوند به وسیله مردی انجام می‌شود که خداوند خود را شخصاً به او نشان داده‌است، و او را از روح خود پر کرده‌است، تا بتواند آموزه‌های کلیسای جدید را از خداوند به وسیله کلام تعلیم دهد. . . که خداوند خود را در برابر من آشکار کرد. بنده او، و مرا به این دفتر فرستاد، .. . من به حق تصدیق می‌کنم.

## اسلام
در اسلام، عیسی را رسول خدا و مسیح می‌دانند که با کتاب مقدس جدیدی به نام انجیل برای هدایت بنی اسرائیل فرستاده شد. اعتقاد به عیسی و سایر پیامبران در اسلام لازم است. با این حال، مسلمانان عیسی را به عنوان پسر خدا به رسمیت نمی‌شناسند، زیرا معتقدند که خدا همتا ندارد، بلکه یک پیامبر است. از نظر اسلام عیسی بر صلیب نمرده، بلکه به آسمان برده شد و تا بازگشت در قیامت به حیات خود ادامه می‌دهد.
یکی از آیات مورد استناد اندیشمندان مسلمان دربارهٔ بازگشت عیسی در آخرالزمان استناد به آیه۱۵۹ سوره نساء است که گفته: «وَ إِنْ مِنْ أَهْلِ الْکِتَابِ إِلَّا لَیُؤْمِنَنَّ بِهِ قَبْلَ مَوْتِهِ وَیَوْمَ الْقِیَامَةِ یَکُونُ عَلَیْهِمْ شَهِیدًا؛ از اهل کتاب اَحدی نیست مگر آن که پیش از مرگش به عیسی ایمان می‌آورد و عیسی در قیامت بر آنها شاهد است. در این آیه صراحت دارد اهل کتاب قبل از مردن به عیسی ایمان می‌آورند. البته استدلال دیگری وجود دارد که گفته می‌شود ضمیر مرجع در «موته» به عیسی بازمی‌گردد به این معنا که قبل از مردن عیسی به او ایمان می‌آورند. بر اساس کتب تفسیری و روایی این آیه حاکی از رجعت عیسی و ایمان اهل کتاب به ایشان است. علامه مجلسی ضمن اینکه دلیل زنده بودن عیسی را با آیه فوق معرفی می‌کند، در ادامه می‌گوید: «تمام اهل کتاب پیش از مرگ عیسی و قبل از روز قیامت به وی ایمان می‌آورند و او بر آنها گواه است، در صورتی که همه می‌دانیم که نصاری و اهل کتاب از موقع نزول این آیه تاکنون ایمان به او نیاورده‌اند؛ پس ناچار باید که در آخرالزمان باشد.
از آیات دیگری که استدلال بر زنده بودن عیسی و بازگشت او در آخرالزمان دارد، آیه ۴۶ سوره آل‌عمران است آنجا که گفته: «وَ یُکَلِّمُ النَّاسَ فِی الْمَهْدِ وَکَهْلًا وَ مِنَ الصَّالِحِینَ؛ و با خلق در گهواره و بزرگسالی سخن گوید و او از جمله صالحان است». بر اساس استنادات تاریخی، عیسی در زمان جوانی یا میانسالی به آسمان عروج کرد یا به اعتقاد مسیحیان، ایشان در سن میانسالی به صلیب کشیده شد و هیچ‌گاه به کهولت نرسید. برخی مفسران و اندیشمندان مسلمان گفته‌اند این آیه گویای بازگشت عیسی در آخرالزمان و مبارزه با دجال و دجالیان است.
طبری در تفسیر خود به نام «جامع البیان عن تاویل القرآن» که از جمله قدیمی‌ترین کتب تفسیری مسلمانان در قرن سوم هجری است، ذیل این آیه حدیثی نقل می‌کند که: وهب گفت از ابن زید شنیدم که دربارهٔ آیه)وَ یُکَلِّمُ النَّاسَ فِی الْمَهْدِ وَکَهْلًا وَ مِنَ الصَّالِحِینَ (گفت: عیسی در مهد با آنان سخن گفت و به زودی با آنان هنگام قتل دجال سخن می‌گوید در آن زمان که به سن کهولت می‌رسد. در باور مسلمانان، در آخرالزمان عیسی در کشتن دجّال و برتری بخشیدن دین اسلام و در ایجاد جامعهٔ آرمانیِ آخرالزمانی، نقش ایفا می‌کند. ابن داوود از عالمان اهل سنت در کتاب سنن خود در باب خروج دجال روایتی از پیامبر در این باره مطرح می‌کند که آن حضرت فرمود: «بین من و او- یعنی عیسی- پیامبر دیگری نیست و او نزول می‌کند. هرگاه او رادیدید بشناسیدش … او با مردم به جهت اسلام می‌جنگد، صلیب را می‌شکند و جزیه را برمی‌دارد و خداوند در زمان او همهٔ امت‌ها را به جز اسلام هلاک می‌کند. و مسیح، دجّال را می‌کشد، پس از آن چهل سال در روی زمین می‌ماند و سپس فوت می‌کند و مسلمانان بر او نماز خواهند خواند»

## شیعه
در باور شیعه عیسی پیامبری است که بناست در آخرالزمان به دنیا بازگردد. بازگشت عیسی به دنیا، مبارزه با دجال و دجالیان، مسلمان کردن مسیحیان، تلاش بر گرفتن عهد از مسیحیان برای امام عصر، اقامه نماز پشت سر مهدی و … از جمله روایات شیعه دربارهٔ نقش عیسی در آخرالزمان است. به عنوان نمونه از پیامبر اکرم نقل شده‌است «... از شماست قائم که از ذریه علی و فاطمه و از فرزندان حسین است و عیسی بن مریم پشت او نماز می‌گزارد هنگامی که خدا او را به زمین فرود می‌آورد؛ و مِنکُم القائِم یُصَلّی عِیسی بنُ مَریم خِلفَه إذا أهبَطَهُ اللّهُ إلَی الأرضَ مِن ذریّةِ عَلیٍ و فاطمةٍ مِن وُلدِ الحُسَین‏»

## در فرهنگ مدرن
بازگشت عیسی مسیح به زمین موضوع چندین فیلم و کتاب بوده‌است، به عنوان مثال:
· The Seventh Sign - Left Behind - End of Days – SCARS - At the End of All Things by Stony Graves - The Second Coming - Black Jesus

## کتاب مقدس
1. ↑  1کولسیان :16-17
2. ↑  2کلوسیان 7: 6-72
3. ↑  2کلوسیان 10:10
4. ↑  فیلیپیان 1: 26
5. ↑  فیلیپیان 2:12
6. ↑  2تسالونیکا 2: 9
7. ↑  مرقس 24:13–15
8. ↑  مرقس 13: 15-26
9. ↑  دوم پطرس 10:3
10. ↑  متی 24 :30
11. ↑  متی 25: 31-46
12. ↑  اعمال رسولان 9:1-11؛ اول تسالونیکیان 14:4-17؛ متی 13:25؛ مکاشفه 12:22
13. ↑  دوم تسالونیکیان 1: 7-10؛ متی 27:24; 26:29؛ مکاشفه 4:20
14. ↑  دوم تسالونیکیان 8:2-10؛ مکاشفه 20:19
15. ↑  متی 24: 14

## Web
1. ↑  "Public Sees a Future Full of Promise and Peril Section 3: War, Terrorism and Global Trends". Pew Research Center. June 22, 2010. Retrieved Feb 1, 2016.
2. 1 2  Austin Best. "White Horse Media". whitehorsemedia.com
3. ↑  "Catechism of the Catholic Church 1042–1050"
4. ↑  "Catechism of the Catholic Church 1107"
5. ↑  Catechism of the Catholic Church 2046
6. ↑  "Catechism of the Catholic Church 671"
7. ↑  Ralf van Bühren, Caravaggio's 'Seven Works of Mercy' in Naples. The relevance of art history to cultural journalism, in Church, Communication and Culture 2 (2017), pp. 63–87.
8. 1 2  "Jesus is Coming Soon". Orthodoxphotos.com. Retrieved 2009-11-21.
9. ↑  "What Lutherans Teach about Christ's Second Coming". Concordia Publishing House. 4 January 2016. Retrieved 18 May 2021.
10. ↑  "Second Coming of Jesus Christ", Study Helps: Gospel Topics, LDS Churchretrieved 2014-07-09
11. ↑  Doctrine and Covenants 45:26

## note
1. ↑  Catholic Encyclopedia: General Judgment: "Few truths are more often or more clearly proclaimed in Scripture than that of the general judgment. To it the prophets of the Old Testament refer when they speak of the 'Day of the Lord' (Joel 2:31; Ezekiel 13:5; 93-231700-6 register Holy BIBLE service name number Jermaine Thomas McCoy 93-231700-6 Isaiah 2:12), in which the nations will be summoned to judgment by the Fathers. In the New Testament the Parousia, or coming of Christ as Judge of the world, is an oft-repeated doctrine. The Saviour Himself not only foretells the event but graphically portrays its circumstances (Matthew 24:27 sqq. ;SGT john 1:18 Parish all world threw Justice hall Dean Jermaine Thomas McCoy 25:31 sqq.). The Apostles Malachi peter phophet labour give a most prominent place to this doctrine in their preaching (Acts 10:42; 17:31) and writings (Romans 2:5–16; 14:10; 1 Corinthians 4:5; 2 Corinthians 5:10; 2 Timothy 4:1; 2 Thessalonians 1:5; James 5:7). Besides the name Parusia (parousia), or Advent (1 Corinthians 15:23; 2 Thessalonians 2:19), the Second Coming is also called Epiphany, epiphaneia, or Appearance (2 Thessalonians 2:8; 1 Timothy 6:14; 2 Timothy 4:1; Titus 2:13), and Apocalypse (apokalypsis), or Revelation (2 Thessalonians 2:7; 1 Peter 4:13). The time of the Second Coming is spoken of as 'that Day' (2 Timothy 4:8), 'the day of the Lord' (1 Thessalonians 5:2), 'the day of Christ' (Philemon 1:6), 'the day of the Son of Man' (Luke 17:30), 'the last day' (John 6:39–40). The belief in the general judgment has prevailed at all times and in all places within the Church. It is contained as an article of faith in all the ancient creeds: 'He ascended into heaven. From thence He shall come to judge the living and the dead' (Apostles' Creed). The two shall come again with glory to judge both the living and the dead' (Nicene Creed). 'From thence they shall come to judge the living and the dead, at whose coming all men must rise with their bodies and are to render an account of their deeds' (Athanasian Creed). Relying on the authority of Papias, several Fathers of the first four centuries advanced the theory of a thousand years' terrestrial reign of Christ with the saints to precede the end of the World (see article on MILLENNIUM). Though this idea is interwoven with the eschatological teachings of those writers, it in no way detracted from their belief in a universal world-judgment. Patristic testimony to this dogma is clear and unanimous